# سیارک ۴۶۶
سیارک ۴۶۶ (به انگلیسی: 466 Tisiphone، نامگذاری:1901FX) چهارصد و شصت و ششمین سیارک کشف شده‌است که در ۱۷ ژانویه ۱۹۰۱ و در هایدلبرگ کشف شد.
قدر مطلق سیارک برابر ۸٫۳۰ است.